# Kelet-mezőföldi löszvölgyek
Kelet-mezőföldi löszvölgyek este o arie protejată (arie specială de conservare — SAC, sit de importanță comunitară — SCI) din Ungaria întinsă pe o suprafață de 315,5 ha, integral pe uscat.

## Localizare
Centrul sitului Kelet-mezőföldi löszvölgyek este situat la coordonatele 46°52′14″N 18°44′58″E / 46.870556°N 18.749444°E.

## Înființare
Situl Kelet-mezőföldi löszvölgyek a fost declarat sit de importanță comunitară în mai 2004 pentru a proteja un număr necunoscut de specii din flora spontană și fauna sălbatică aflate în arealul zonei. Situl a fost protejat și ca arie specială de conservare în februarie 2010.

## Biodiversitate
Situată în ecoregiunea panonică, aria protejată conține 3 habitate naturale: Pajiști stepice panonice pe loess, Pajiști uscate seminaturale și facies de acoperire cu tufișuri pe substraturi calcaroase (Festuco-Brometalia) (* situri importante pentru orhidee), Pajiști aluvionare inundabile, de Cnidion dubii.
La baza desemnării sitului se află un număr nedeclarat de specii protejate.
Pe lângă speciile protejate, pe teritoriul sitului au mai fost identificate 13 specii de plante.